# Coțușca
Coțușca è un comune della Romania di 5 127 abitanti, ubicato nel distretto di Botoșani, nella regione storica della Moldavia.
Il comune è formato dall'unione di 9 villaggi: Avram Iancu, Cotu Miculinți, Coțușca, Crasnaleuca, Ghireni, Mihail Kogălniceanu, Nichiteni, Nicolae Bălcescu, Puțureni.